# Carolee Carmello
Carolee Carmello, född 1 september 1962 i Albany, New York, är en amerikansk skådespelare och musikalartist. Hon är mest känd för sina roller i Broadwaymusikaler. Hennes första musikal på Broadway var City of Angels. Hon har också uppträtt som Donna Sheridan i långköraren Mamma Mia!. 
2006 spelade hon Gabrielle i musikalen Lestat, för vilken hon blev nominerad för Drama Desk Award och Tony Award. Hon vann Obie Award 1994 för sin roll som den unga hustrun i Hello Again.
Hon är gift med Broadwayaktören Gregg Edelman. De har två barn tillsammans.

## Teater

### Roller
| År   | Roll | Produktion                                                                                         | Regi                           | Teater                                        |
| ---- | --- | -------------------------------------------------------------------------------------------------- | ------------------------------ | --------------------------------------------- |
| 1989 | Alaura Kingsley (understudy) Carla Haywood (understudy) Gabby (understudy) Bobbi (understudy) Donna Oolie | City of Angels Larry Gelbart, Cy Coleman och David Zippel                                          | Michael Blakemore              | Virginia Theatre, New York, USA               |
| 1991 | Ruthie Rifkin                                                                                             | I Can Get It For You Wholesale Jerome Weidman och Harold Rome                                      | Richard Sabellico              | American Jewish Theatre, New York, USA        |
| 1992 | Cordelia                                                                                                  | Falsettos William Finn och James Lapine                                                            | James Lapine                   | John Golden Theatre, New York, USA            |
| 1993 | Den unga hustrun                                                                                          | Hello Again Michael John LaChiusa                                                                  | Graciela Daniele               | Mitzi E. Newhouse Theater, New York, USA      |
| 1994 | Gutrune Freia                                                                                             | Das Barbecu Jim Luigs och Scott Warrender                                                          | Christopher Ashley             | Minetta Lane Theatre, New York, USA           |
| 1995 | Jen | john & jen Tom Greenwald och Andrew Lippa                                                          | Gabriel Barre                  | Lamb's Theatre, New York, USA                 |
| 1997 | Abigail Adams                                                                                             | 1776 Sherman Edwards och Peter Stone                                                               | Scott Ellis                    | Gershwin Theatre, New York, USA               |
| 1998 | Lucille Frank                                                                                             | Parade Alfred Uhry och Jason Robert Brown                                                          | Harold Prince                  | Vivian Beaumont Theatre, New York, USA        |
| 1999 | Marguerite St. Just                                                                                       | The Scarlet Pimpernel Frank Wildhorn och Nan Knighton                                              | Peter Hunt                     | Neil Simon Theatre, New York, USA             |
| 2000 | Lucy | A Class Act Linda Kline, Lonny Price och Edward Kleban                                             | Lonny Price                    | New York City Center/ Stage II, New York, USA |
| 2000 | | The Vagina Monologues Eve Ensler                                                                   | Joe Mantello                   | Westside Theatre/ Downstairs, New York, USA   |
| 2001 | Lilli Vanessi / Katharine                                                                                 | Kiss Me, Kate Cole Porter, Sam Spewack och Bella Spewack                                           | Michael Blakemore              | Martin Beck Theatre, New York, USA            |
| 2003 | | Elegies William Finn                                                                               | Graciela Daniele               | Mitzi E. Newhouse Theater, New York, USA      |
| 2003 | Penelope Pennywise                                                                                        | Urinetown Mark Hollmann och Greg Kotis                                                             | John Rando                     | Henry Miller's Theatre, New York, USA         |
| 2004 | Donna Sheridan                                                                                            | Mamma Mia! Catherine Johnson, Benny Andersson och Björn Ulvaeus                                    | Phyllida Lloyd                 | Cadillac Winter Garden Theatre, New York, USA |
| 2006 | Gabrielle                                                                                                 | Lestat Linda Woolverton, Elton John och Bernie Taupin                                              | Robert Jess Roth               | Palace Theatre, New York, USA                 |
| 2006 | Donna Sheridan                                                                                            | Mamma Mia! Catherine Johnson, Benny Andersson och Björn Ulvaeus                                    | Phyllida Lloyd                 | Cadillac Winter Garden Theatre, New York, USA |
| 2010 | Alice Beineke                                                                                             | The Addams Family Marshall Brickman, Rick Elice och Andrew Lippa                                   | Phelim McDermott Julian Crouch | Lunt-Fontanne Theatre, New York, USA          |
| 2011 | Abbedissan                                                                                                | Sister Act Cheri Steinkellner, Bill Steinkellner, Alan Menken och Glenn Slater                     | Jerry Zaks                     | Broadway Theatre, New York, USA               |
| 2012 | Aimee Semple McPherso                                                                                     | Scandalous Kathie Lee Gifford, David Pomeranz och David Friedman                                   | David Armstrong                | Neil Simon Theatre, New York, USA             |
| 2015 | Mrs. du Maurier                                                                                           | Finding Neverland James Graham, Gary Barlow och Eliot Kennedy                                      | Diane Paulus                   | Lunt-Fontanne Theatre, New York, USA          |
| 2016 | Mae Tuck                                                                                                  | Tuck Everlasting Claudia Shear, Tim Federle, Chris Miller och Nathan Tysen                         | Casey Nicholaw                 | Broadhurst Theatre, New York, USA             |
| 2017 | Mrs. Lovett                                                                                               | Sweeney Todd, The Demon Barber of Fleet Street Christopher Bond, Hugh Wheeler och Stephen Sondheim | Bill Buckhurst                 | Barrow Street Theatre, New York, USA          |